# Segunda Categoría de El Oro 2017
El Campeonato Provincial de Fútbol de Segunda Categoría de El Oro 2017 fue un torneo de fútbol en Ecuador en el cual compitieron equipos de la Provincia de El Oro. El torneo fue organizado por Asociación de Fútbol Profesional de El Oro (AFO) y avalado por la Federación Ecuatoriana de Fútbol, entregó 2 cupos para el Zonal de Segunda Categoría por el ascenso a la Serie B. El torneo inició el 25 de marzo de 2017 y finalizó el 9 de julio de 2017. Participaron 10 clubes de fútbol y entregó 2 cupos al Zonal de Ascenso de la Segunda Categoría 2017.

## Sistema de campeonato
El sistema determinado por la Asociación de Fútbol Profesional de El Oro fue el siguiente:
- Primera Fase: Los 10 equipos fueron divididos en 2 grupos de 5 equipos, cada uno se jugaron 10 fechas en un sistema de todos contra todos, donde los 2 primeros de cada grupo pasaron a la siguiente ronda.

- Cuadrangular Final: Se jugó con los 2 mejores equipos de los 2 grupos de la fase anterior, así mismo todos contra todos en un total de 6 fechas, donde los 2 primeros clasificaron a los Zonales de Ascenso; el primero fue campeón y el segundo vicecampeón.

## Equipos participantes
| Equipos participantes                        | Equipos participantes | Equipos participantes           |
| -------------------------------------------- | --------------------- | ------------------------------- |
|                                              |                       |                                 |
| Equipo                                       | Ciudad                | Estadio                         |
| Club Social y Deportivo Audaz Octubrino      | Machala               | Estadio 9 de Mayo               |
| Club Atlético Mineiro                        | Huaquillas            | Estadio Humberto Arteta         |
| Club Deportivo Cantera del Jubones           | Pasaje                | Estadio Carlos Falquez Batallas |
| Club Social y Deportivo Comercial Huaquillas | Huaquillas            | Estadio Humberto Arteta         |
| Club Social Deportivo Bolívar                | Machala               | Estadio Washington Villalta     |
| Huaquillas Fútbol Club                       | Huaquillas            | Estadio Humberto Arteta         |
| Orense Sporting Club                         | Machala               | Estadio 9 de Mayo               |
| Parma Fútbol Club                            | Machala               | Estadio 9 de Mayo               |
| Santos Fútbol Club                           | El Guabo              | Estadio José María Mora         |
| Santa Rosa Fútbol Club                       | Santa Rosa            | Estadio Carlos Nieto Pesántez   |

## Equipos por Cantón
| Cantón     | N.º | Equipos                                                          |
| ---------- | --- | ---------------------------------------------------------------- |
| Machala    | 4   | - Audaz Octubrino - Deportivo Bolívar - Parma F.C. - Orense S.C. |
| Huaquillas | 3   | - Comercial Huaquillas - Atlético Mineiro - Huaquillas F.C.      |
| El Guabo   | 1   | - Santos F.C.                                                    |
| Santa Rosa | 1   | - Santa Rosa F.C.                                                |
| Pasaje     | 1   | - Cantera del Jubones                                            |

## Grupo 1

### Clasificación
|  |    | Equipo              | PJ | PG | PE | PP | GF | GC | DG  | PTS |
|  | -- | ------------------- | -- | -- | -- | -- | -- | -- | --- | --- |
|  | 1. | Audaz Octubrino     | 8  | 6  | 1  | 1  | 55 | 4  | +51 | 19  |
|  | 2. | Cantera del Jubones | 8  | 4  | 2  | 2  | 18 | 10 | +8  | 14  |
|  | 3. | Huaquillas F.C.     | 7  | 4  | 0  | 3  | 14 | 10 | +4  | 12  |
|  | 4. | Parma F.C.          | 8  | 3  | 1  | 4  | 11 | 18 | -7  | 10  |
|  | 5. | Santa Rosa F.C.     | 7  | 0  | 0  | 7  | 0  | 56 | -56 | 0   |

|  | Clasificado al Cuadrangular final. |
|  | Santa Rosa FC perdió la categoría. |

### Evolución de la clasificación
| Equipo / Jornada    | 01 | 02 | 03 | 04 | 05 | 06 | 07 | 08 | 09 | 10 |
| ------------------- | -- | -- | -- | -- | -- | -- | -- | -- | -- | -- |
| Audaz Octubrino     | 2  | 3  | 1  | 1  | 1  | 1  | 1  | 1  | 1  | 1  |
| Cantera del Jubones | 4  | 4  | 2  | 2  | 2  | 2  | 2  | 2  | 2  | 2  |
| Huaquillas F.C.     | 3  | 1  | 4  | 4  | 3  | 3  | 3  | 3  | 3  | 3  |
| Parma F.C.          | 1  | 2  | 3  | 3  | 4  | 4  | 4  | 4  | 4  | 4  |
| Santa Rosa F.C.     | 5  | 5  | 5  | 5  | 5  | 5  | 5  | 5  | 5  | 5  |

### Resultados
| Audaz Octubrino | 2 - 0         | Cantera del Jubones | 9 de Mayo                             | 25 de marzo                           | 15:00                                 |
| Parma FC        | 3 - 0         | Santa Rosa FC       | Suspendido por deuda de Santa Rosa FC | Suspendido por deuda de Santa Rosa FC | Suspendido por deuda de Santa Rosa FC |
| Libre:          | Huaquillas FC | Huaquillas FC       | Huaquillas FC                         | Huaquillas FC                         | Huaquillas FC                         |

| Cantera del Jubones | 3 - 2           | Parma FC        | Carlos Falquez Batallas | 31 de marzo     | 15:30           |
| Huaquillas FC       | 5 - 0           | Santa Rosa FC   | Humberto Arteta         | 31 de marzo     | 20:00           |
| Libre:              | Audaz Octubrino | Audaz Octubrino | Audaz Octubrino         | Audaz Octubrino | Audaz Octubrino |

| Audaz Octubrino | 6 - 0    | Huaquillas FC       | 9 de Mayo             | 8 de abril | 15:00    |
| Santa Rosa FC   | 0 - 6    | Cantera del Jubones | Carlos Nieto Pesántez | 8 de abril | 20:15    |
| Libre:          | Parma FC | Parma FC            | Parma FC              | Parma FC   | Parma FC |

| Parma FC      | 1 - 0               | Huaquillas FC       | Carlos Falquez Batallas | 15 de abril         | 15:00               |
| Santa Rosa FC | 0 - 15              | Audaz Octubrino     | Carlos Nieto Pesántez   | 15 de abril         | 20:15               |
| Libre:        | Cantera del Jubones | Cantera del Jubones | Cantera del Jubones     | Cantera del Jubones | Cantera del Jubones |

| Audaz Octubrino | 6 - 0         | Parma FC            | 9 de Mayo       | 22 de abril   | 15:00         |
| Huaquillas FC   | 3 - 2         | Cantera del Jubones | Humberto Arteta | 22 de abril   | 20:30         |
| Libre:          | Santa Rosa FC | Santa Rosa FC       | Santa Rosa FC   | Santa Rosa FC | Santa Rosa FC |

| Parma FC            | 1 - 3         | Audaz Octubrino | Carlos Falquez Batallas | 28 de abril   | 16:00         |
| Cantera del Jubones | 1 - 0         | Huaquillas FC   | Carlos Falquez Batallas | 30 de abril   | 16:00         |
| Libre:              | Santa Rosa FC | Santa Rosa FC   | Santa Rosa FC           | Santa Rosa FC | Santa Rosa FC |

| Audaz Octubrino | 21 - 0              | Santa Rosa FC       | 9 de Mayo           | 5 de mayo           | 15:00               |
| Huaquillas FC   | 5 - 0               | Parma FC            | Humberto Arteta     | 6 de mayo           | 20:30               |
| Libre:          | Cantera del Jubones | Cantera del Jubones | Cantera del Jubones | Cantera del Jubones | Cantera del Jubones |

| Huaquillas FC       | 1 - 0    | Audaz Octubrino | Humberto Arteta                       | 13 de mayo                            | 20:30                                 |
| Cantera del Jubones | 3 - 0    | Santa Rosa FC   | Suspendido por deuda de Santa Rosa FC | Suspendido por deuda de Santa Rosa FC | Suspendido por deuda de Santa Rosa FC |
| Libre:              | Parma FC | Parma FC        | Parma FC                              | Parma FC                              | Parma FC                              |

| Parma FC      | 1 - 1           | Cantera del Jubones | Carlos Falquez Batallas | 20 de mayo      | 16:00           |
| Santa Rosa FC | S/R             | Huaquillas FC       | Cancelado               | Cancelado       | Cancelado       |
| Libre:        | Audaz Octubrino | Audaz Octubrino     | Audaz Octubrino         | Audaz Octubrino | Audaz Octubrino |

| Cantera del Jubones | 2 - 2         | Audaz Octubrino | Carlos Falquez Batallas | 28 de mayo    | 16:00         |
| Santa Rosa FC       | 0 - 3         | Parma FC        | Cancelado               | Cancelado     | Cancelado     |
| Libre:              | Huaquillas FC | Huaquillas FC   | Huaquillas FC           | Huaquillas FC | Huaquillas FC |

## Grupo 2

### Clasificación
|  |    | Equipo               | PJ | PG | PE | PP | GF | GC | DG  | PTS |
|  | -- | -------------------- | -- | -- | -- | -- | -- | -- | --- | --- |
|  | 1. | Orense S.C.          | 8  | 7  | 1  | 0  | 31 | 4  | +27 | 22  |
|  | 2. | Santos F.C.          | 8  | 5  | 2  | 1  | 13 | 5  | +8  | 17  |
|  | 3. | Deportivo Bolívar    | 8  | 4  | 1  | 3  | 18 | 11 | +7  | 13  |
|  | 4. | Comercial Huaquillas | 8  | 1  | 1  | 6  | 5  | 21 | -16 | 4   |
|  | 5. | Atlético Mineiro     | 8  | 0  | 1  | 7  | 3  | 29 | -26 | 1   |

|  | Clasificado al Hexagonal final.           |
|  | Comercial Huaquillas perdió la categoría. |

### Evolución de la clasificación
| Equipo / Jornada     | 01 | 02 | 03 | 04 | 05 | 06 | 07 | 08 | 09 | 10 |
| -------------------- | -- | -- | -- | -- | -- | -- | -- | -- | -- | -- |
| Orense S.C.          | 1  | 3  | 2  | 1  | 1  | 1  | 1  | 1  | 1  | 1  |
| Santos F.C.          | 2  | 2  | 1  | 3  | 3  | 2  | 3  | 2  | 2  | 2  |
| Deportivo Bolívar    | 3  | 1  | 3  | 2  | 2  | 3  | 2  | 3  | 3  | 3  |
| Comercial Huaquillas | 5  | 5  | 5  | 4  | 4  | 4  | 4  | 4  | 4  | 4  |
| Atlético Mineiro     | 4  | 4  | 4  | 5  | 5  | 5  | 5  | 5  | 5  | 5  |

### Resultados
| Orense SC         | 5 - 0            | Comercial Huaquillas | 9 de Mayo           | 24 de marzo      | 16:00            |
| Deportivo Bolívar | 1 - 1            | Santos FC            | Washington Villalta | 25 de marzo      | 16:00            |
| Libre:            | Atlético Mineiro | Atlético Mineiro     | Atlético Mineiro    | Atlético Mineiro | Atlético Mineiro |

| Atlético Mineiro     | 0 - 3     | Santos FC         | LDC de Arenillas | 1 de abril | 15:00     |
| Comercial Huaquillas | 0 - 4     | Deportivo Bolívar | Humberto Arteta  | 1 de abril | 20:30     |
| Libre:               | Orense SC | Orense SC         | Orense SC        | Orense SC  | Orense SC |

| Orense SC | 6 - 0             | Atlético Mineiro     | 9 de Mayo         | 7 de abril        | 16:00             |
| Santos FC | 1 - 0             | Comercial Huaquillas | José María Mora   | 9 de abril        | 16:00             |
| Libre:    | Deportivo Bolívar | Deportivo Bolívar    | Deportivo Bolívar | Deportivo Bolívar | Deportivo Bolívar |

| Deportivo Bolívar | 2 - 0                | Atlético Mineiro     | Washington Villalta  | 15 de abril          | 16:00                |
| Santos FC         | 1 - 2                | Orense SC            | José María Mora      | 15 de abril          | 19:30                |
| Libre:            | Comercial Huaquillas | Comercial Huaquillas | Comercial Huaquillas | Comercial Huaquillas | Comercial Huaquillas |

| Orense SC        | 6 - 1     | Deportivo Bolívar    | 9 de Mayo        | 21 de abril | 16:00     |
| Atlético Mineiro | 0 - 3     | Comercial Huaquillas | LDC de Arenillas | 22 de abril | 16:00     |
| Libre:           | Santos FC | Santos FC            | Santos FC        | Santos FC   | Santos FC |

| Deportivo Bolívar    | 1 - 3     | Orense SC        | Washington Villalta | 29 de abril | 16:00     |
| Comercial Huaquillas | 2 - 2     | Atlético Mineiro | Humberto Arteta     | 29 de abril | 20:30     |
| Libre:               | Santos FC | Santos FC        | Santos FC           | Santos FC   | Santos FC |

| Atlético Mineiro | 0 - 6                | Deportivo Bolívar    | Euclides Palacios    | 6 de mayo            | 10:00                |
| Orense SC        | 1 - 1                | Santos FC            | 9 de Mayo            | 6 de mayo            | 16:00                |
| Libre:           | Comercial Huaquillas | Comercial Huaquillas | Comercial Huaquillas | Comercial Huaquillas | Comercial Huaquillas |

| Atlético Mineiro     | 0 - 5             | Orense SC         | Euclides Palacios                            | 13 de mayo                                   | 10:00                                        |
| Comercial Huaquillas | 0 - 3             | Santos FC         | Suspendido por deuda de Comercial Huaquillas | Suspendido por deuda de Comercial Huaquillas | Suspendido por deuda de Comercial Huaquillas |
| Libre:               | Deportivo Bolívar | Deportivo Bolívar | Deportivo Bolívar                            | Deportivo Bolívar                            | Deportivo Bolívar                            |

| Santos FC         | 2 - 1     | Atlético Mineiro     | José María Mora                              | 21 de mayo                                   | 16:00                                        |
| Deportivo Bolívar | 3 - 0     | Comercial Huaquillas | Suspendido por deuda de Comercial Huaquillas | Suspendido por deuda de Comercial Huaquillas | Suspendido por deuda de Comercial Huaquillas |
| Libre:            | Orense SC | Orense SC            | Orense SC                                    | Orense SC                                    | Orense SC                                    |

| Santos FC            | 1 - 0            | Deportivo Bolívar | José María Mora  | 27 de mayo       | 19:30            |
| Comercial Huaquillas | 0 - 3            | Orense SC         | Cancelado        | Cancelado        | Cancelado        |
| Libre:               | Atlético Mineiro | Atlético Mineiro  | Atlético Mineiro | Atlético Mineiro | Atlético Mineiro |

## Cuadrangular Final

### Clasificación
|  |    | Equipo              | PJ | PG | PE | PP | GF | GC | DG  | PTS |
|  | -- | ------------------- | -- | -- | -- | -- | -- | -- | --- | --- |
|  | 1. | Orense S.C.         | 6  | 4  | 1  | 1  | 13 | 5  | +8  | 13  |
|  | 2. | Audaz Octubrino     | 6  | 3  | 2  | 1  | 10 | 4  | +6  | 11  |
|  | 3. | Cantera del Jubones | 6  | 3  | 1  | 2  | 7  | 5  | +2  | 10  |
|  | 4. | Santos F.C.         | 6  | 0  | 0  | 6  | 3  | 19 | -16 | 0   |

|  | Campeón y clasificado a los zonales de Segunda Categoría 2017.     |
|  | Vicecampeón y clasificado a los zonales de Segunda Categoría 2017. |

### Evolución de la clasificación
| Equipo / Jornada    | 01 | 02 | 03 | 04 | 05 | 06 |
| ------------------- | -- | -- | -- | -- | -- | -- |
| Orense S.C.         | 1  | 1  | 2  | 1  | 1  | 1  |
| Audaz Octubrino     | 2  | 3  | 3  | 2  | 3  | 2  |
| Cantera del Jubones | 3  | 2  | 1  | 3  | 2  | 3  |
| Santos F.C.         | 4  | 4  | 4  | 4  | 4  | 4  |

### Resultados
| Santos FC           | 1 - 3 | Orense SC       | José María Mora         | 3 de junio | 19:30 |
| Cantera del Jubones | 0 - 0 | Audaz Octubrino | Carlos Falquez Batallas | 4 de junio | 16:00 |

| Orense SC | 3 - 1 | Audaz Octubrino     | 9 de Mayo       | 10 de junio | 16:00 |
| Santos FC | 1 - 2 | Cantera del Jubones | José María Mora | 11 de junio | 19:30 |

| Audaz Octubrino     | 6 - 0 | Santos FC | 9 de Mayo               | 17 de junio | 16:00 |
| Cantera del Jubones | 2 - 0 | Orense SC | Carlos Falquez Batallas | 17 de junio | 16:00 |

| Orense SC | 2 - 0 | Cantera del Jubones | 9 de Mayo       | 24 de junio | 16:00 |
| Santos FC | 0 - 1 | Audaz Octubrino     | José María Mora | 25 de junio | 15:30 |

| Cantera del Jubones | 3 - 1 | Santos FC | Carlos Falquez Batallas | 1 de julio | 15:00 |
| Audaz Octubrino     | 1 - 1 | Orense SC | 9 de Mayo               | 1 de julio | 15:00 |

| Orense SC       | 4 - 0 | Santos FC           | 9 de Mayo         | 9 de julio | 15:00 |
| Audaz Octubrino | 1 - 0 | Cantera del Jubones | Euclides Palacios | 9 de julio | 15:00 |

### Campeón
| |
| Orense Sporting Club 3.er Título Clasifica a los zonales de la Segunda Categoría 2017 - También clasifica Club Social y Deportivo Audaz Octubrino como Vicecampeón. |

## Goleadores
- Actualizado el 29 de julio de 2017

| Jugador            | Equipo          | Goles |
| ------------------ | --------------- | ----- |
| 1. Leandro Yépez   | Audaz Octubrino | 18    |
| 2. Tilmer Rentería | Audaz Octubrino | 14    |
| 3. David Ruano     | Audaz Octubrino | 12    |
| 4. Bryan Suárez    | Orense S.C.     | 10    |